# Тереховский сельсовет (Константиновский район)
Тереховский сельсовет — упразднённая административно-территориальная единица, существовавшая на территории Московской губернии и Московской области до 1939 года.
Иваньковский сельсовет был образован в первые годы советской власти. По данным 1922 года он входил в состав Константиновской волости Сергиевского уезда Московской губернии.
В 1925 году Иваньковский с/с был переименован в Тереховский сельсовет. При этом к нему был присоединён Лихачевский с/с.
По данным 1926 года в состав сельсовета входили деревни Иваньково, Лихачево, Пенье и Терехово.
В 1929 году Тереховский с/с был отнесён к Константиновскому району Кимрского округа Московской области.
17 июля 1939 года Тереховский с/с был упразднён. При этом все его населённые пункты (Иваньково, Лихачево, Пенье и Терехово) были переданы в Сковородинский с/с.